# 560

## Догађаји
- Албоин је наследио свог оца Аудоина након његове смрти, као краљ Лангобарда.
- Ада је наследио свог брата Глапу на месту краља Берникије.
- Сеавлин је наследио свог оца Синриха на месту краља Весекса.
- Елидир од Стратклајда напада Гвинед (Велс) и покушава да протера свог зета, краља Руна Хира ап Маелгвна.
- Хлотар је погубио Храмнусовог сина и његову породицу.
- Свети Колумба улази у спор са Финијаном од Мовила око ауторства псалтира, што је довело до жестоке полемике наредне године.
- Сабор у Брефи (Велс) против пелагијанизма. Активна улога светог Давида (Дафи; око 520 - око 589).

## Смрти
- Артелаја - светац из Беневента.
- Асклепије из Трала - неоплатонски филозоф.
- Зосима Палестински - преподобни, јеромонах, ава Палестински, пустињак.
- Ава Доротеј - преподобни
- Синрих (краљ Вессекса).
- Медар од Нојона - светац, епископ Нојона и свети јерарх.
- Мелиодас ап Фелек је владар Лионеса.
- Минг Ди (Северни Џоу) - цар династије Кине/Сианбеи Северни Џоу.
- Свети Сенан - игуман Скатерија.
- Симплиције Киликијски - антички неоплатонски филозоф.
- Теило - велшки светац, монах и бискуп Ландафа.
- Хлодоалд - трећи и најмлађи син меровиншког краља Хлодомира.
- Кхрамн је био меровиншки краљ Франака.
- Елифер ап Еинион је владар краљевства Ебруха.Види још
- Списак датума
- Списак година
- Списак деценија
- Списак векова
- Списак миленијума